# بيت الهرة (شبام كوكبان)

تعديل مصدري - تعديل

بيت الهرة هي إحدى قرى عزلة ضلاع الأعلى بمديرية شبام كوكبان التابعة لمحافظة المحويت، بلغ تعداد سكانها 500 نسمة حسب تعداد اليمن لعام 2004.
عنهم شخصية / عبدالملك حميد محمود حسين الهرة 

## بيت مفرح اصل كل هذه القبايل
ومنهم بيت قصيله المذابحه و بيت عبدالله وبيت فتح الله وكذالك انقيل و بيت شاص وهولا يسمون ام جبارنة ..
1. ↑  "الدليل الشامل - محافظة المحويت - مديرية شبام كوكبان - عزلة ضلاع الأعلى". www.yemenna.com. مؤرشف من الأصل في 2019-11-21. اطلع عليه بتاريخ 2019-11-21.

- World Gazetteer:Yemen
- الجهاز المركزي للإحصاء بالجمهورية اليمنية
- المركز الوطني للمعلومات باليمن